# Nominoe

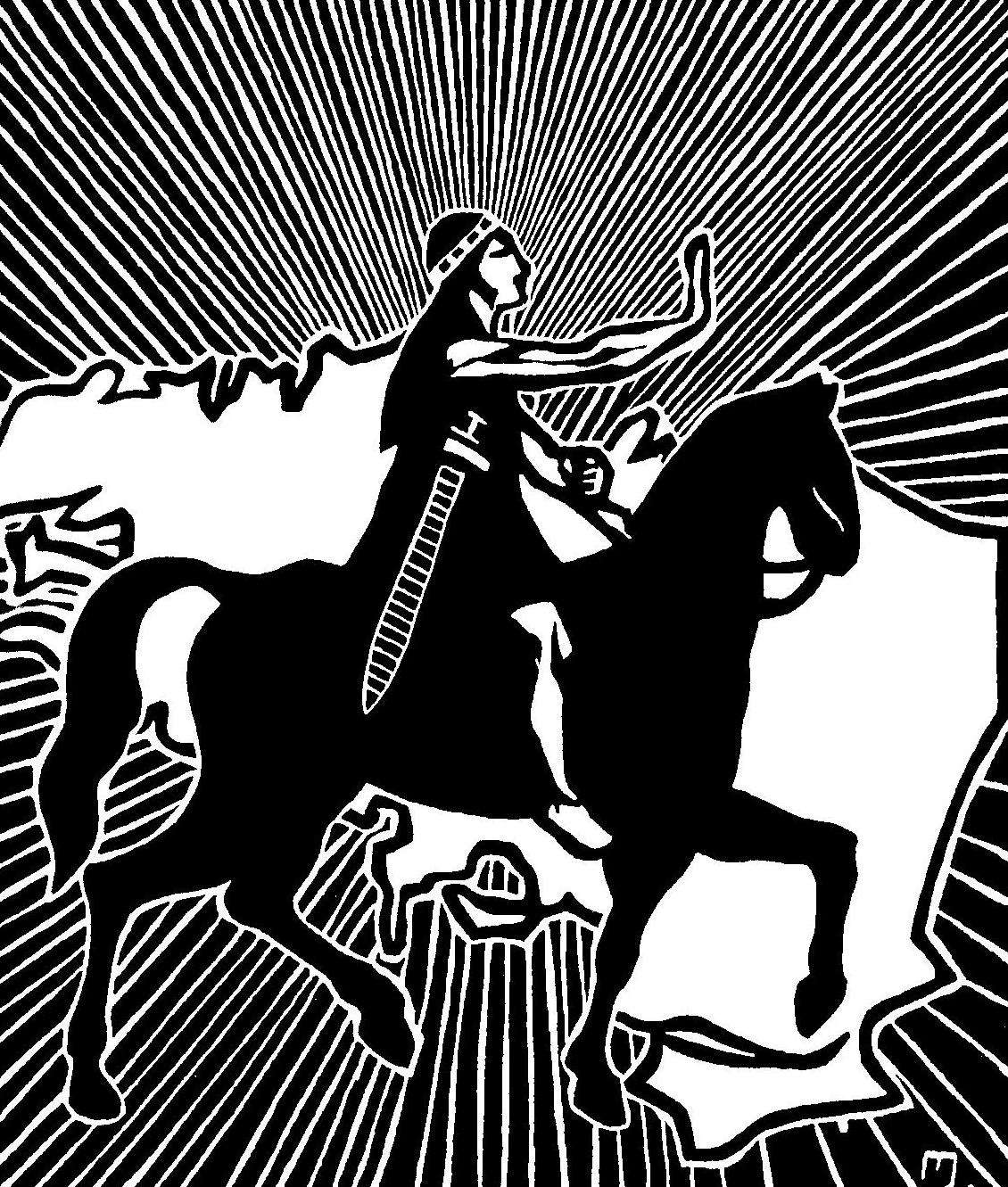
Nominoe Triumphant: Tad ar Vro, ilustración de Jeanne Malivel

Nominoe (o Nomenoe) (francés Nominoë, bretón  Nevenoe) (fallecido el 7 de marzo de 851) fue el primer duque de Bretaña desde 846 hasta su muerte. Se le considera el Padre de la Patria bretona y para en el nacionalismo bretón se le conoce como Tad ar Vro («padre del país»).

## Ascensión y título bajo Luis el Piadoso
Tras una rebelión general que había afectado a todo el Imperio Carolingio, tuvo lugar una asamblea general en Ingelheim en mayo de 831. Fue probablemente en esa asamblea en la que Nominoe fue nombrado por Luis el Piadoso gobernador de los bretones (que correspondía a "casi toda" Bretaña). Regino de Prüm escribe en su Chronicon que:

Murmanus rex Brittonum moritur et Numenoio apud Ingelheim ab imperator ducatus ipsius gentis traditur.

Morman, rey de los bretones, murió y Numenoi [Nominoe] fue creado duque de ese pueblo por el emperador en Ingelheim.

Nominoe fue un importante aliado para Luis el Piadoso hasta la muerte de este en 840. Apoyó a Luis en las numerosas guerras civiles a las que el emperador tuvo que hacer frente durante la década de 830 y protegió el monasterio de Redon, ordenado a los monjes que rezaran para ayudar a Luis en sus luchas. La corte principal de Nominoe estaba en Vannetais y dos diplomas se refieren a él como Conde de Vannes, aunque las fechas en las que ostentó este título son inciertas. Nominoe posiblemente no habría poseído tierras fuera de Vannes y su capacidad para recolectar fondos en los territorios bretones no era mucho mayor que la de cualquier otro aristócrata vecino. Tras enemistarse con sus superiore, el saqueo de territorios francos y el expolio de iglesias se convirtió en su fuente principal de ingresos.
El título de duque de Bretaña fue una invención de los cronistas del siglo X. Nominoe nunca recibió ese título del emperador, que se refiere a él en los diplomas como fidelis o como missus imperatoris, que es posiblemente el título que se le otorgó en Ingelheim. En la diplomática bretona, Nominoe aparece con diferentes títulos entre febrero de 833 y su muerte:
- Nominoe magistro in Britanniam ("Nominoe, señor en Bretaña")
- Nominoe possidente Brittanniam ("Nominoe, poseedor de Bretaña")
- gubernante Nominoe totam Brittanniam ("Nominoe, gobernando toda Bretaña")
- Nominoe principe in Brittannia ("Nominoe, príncipe en Bretaña")
- regnante Nominoe in Brittannia ("Nominoe, reinante en Bretaña")
- Nominoe duce in Britannia ("Nominoe, duque en Bretaña")
- Nomenoius dux ("duque Nominoe")
- Nominoius princeps ("príncipe Nominoe")
- Nomenogius Britto ("Breton Nominoe")

## Lealtad y enfrentamiento con Carlos el Calvo

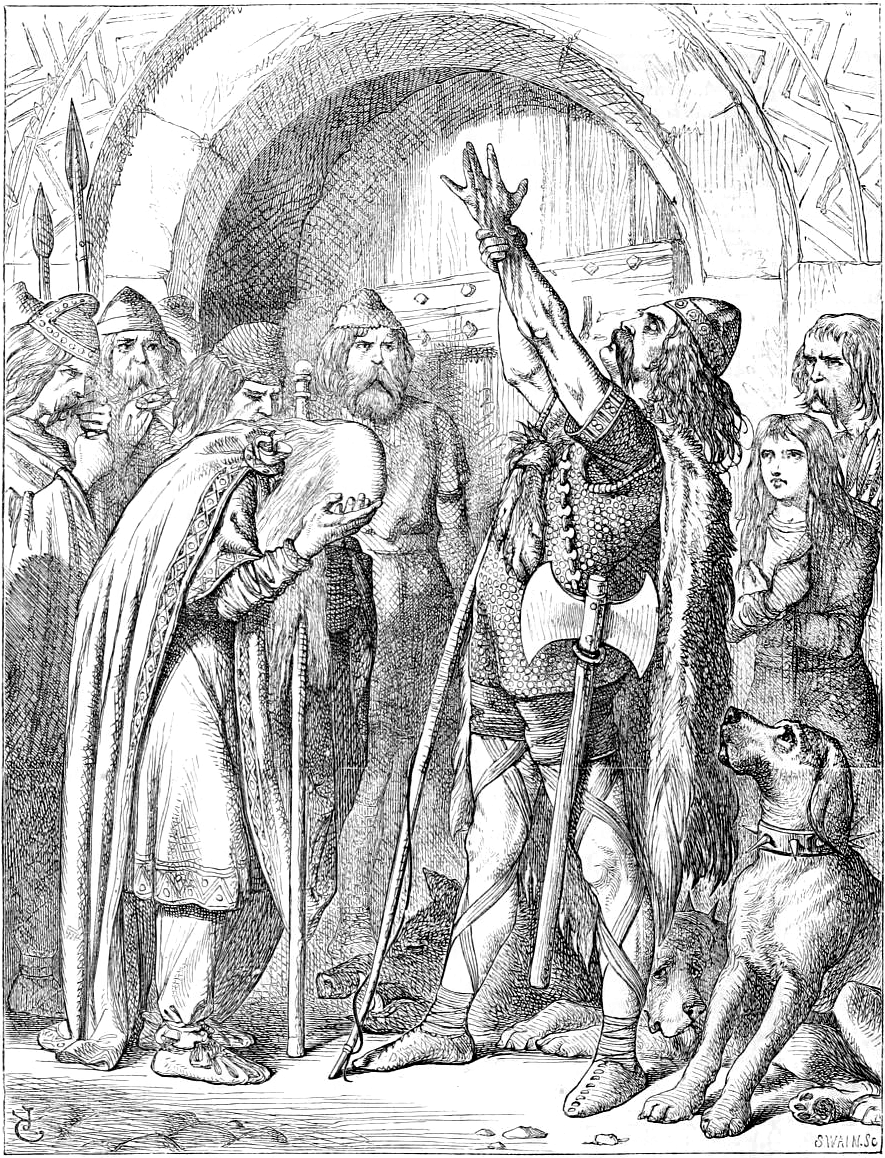
El voto de Nominoe, ilustración victoriana de una balada sobre Nominoe en Barzaz Breiz en la que jura venganza de los francos por matar a un mensajero bretón

Las relaciones entre Nominoe y Carlos el Calvo, el sucesor de Luis, fueron amistosas en un principio. En medio de una revuelta en Neustria, Carlos envió recado desde Le Mans a Nominoe solicitándole que se sometiera a él en la primavera de 841, a lo que Nominoe accedió. Por el lenguaje utilizado en la descripción del encuentro por Nitardo parece claro que Nominoe era demasiado poderoso para ser obligado a someterse. Nominoe permaneció leal a Carlos durante todo el año siguiente, haciendo donaciones en favor del alma del rey a la abadía de Redon en junio de 842. En cualquier caso, parece ser que soldados tanto bretones como gascones participaron en los Juramentos de Estrasburgo.
En el verano de 843, el emperador Lotario I o quizás su vasallo Lamberto II de Nantes consiguieron persuadir a Nominoe de que abandonara a Carlos y se uniera al emperador. Nominoe se convirtió a partir de entonces en un constante enemigo de Carlos y de su autoridad en Neustria, actuando a menudo de acuerdo con Lotario, Lamberto y Pipino II de Aquitania. Tropas bretonas lucharon junto a Lamberto en Neustria y cuando Carlos asediaba Tolouse en junio de 844, Nominoe saqueó Maine. Pocos meses antes, en noviembre de 843, Carlos había llegado hasta Rennes para obligar a los bretones a someterse, pero no había tenido éxito.
En el sínodo de Yütz en octubre de 844, presidido por Drogo de Metz, tío de Carlos, los obispos ordenaron a Nominoe, Lambert, y Pipino renovar su lealtad a Carlos o atenerse a consecuencias militares. Lamberto y Pipino aceptaron, pero Nominoe ignoró la petición de los obispos francos. Sin embargo, algunos bretones habían pactado con Carlos y el rey intentó entrar en Bretaña en su ayuda, pero sin éxito: fue derrotado en Ballon, al norte de Redon el 22 de noviembre de 845. Es probable que la autoridad de Nominoe se hubiera debilitado tras su enemistad con Carlos a partir de 843 y Lupus de Ferrières habla de "intranquilidad" en Bretaña durante esa época.
En 844 y 847, Nominoe luchó contra los vikingos según los Annales Bertiniani.

## Lealtad renovada y segunda rebelión
En verano de 846, Carlos marchó sobre Bretaña y consiguió llegar a un acuerdo de paz con Nominoe intercambiando juramentos. Los detalles del acuerdo son desconocidos pero Prudencio de Troyes usa por primera vez el título de "duque" (dux) y esto puede indicar que Nomine fue creado Duque de los Bretones a cambio de reconocer a Carlos como su señor. Además, Nominoe hizo que Carlos enviara a Lamberto desde Nantes a Sens, lejos de sus dominios.
En las navidades, los bretones de Nominoe estaban asaltando Neustria, en las cercanías de Bayeux. Esto fue posiblemente instigado por Lotario ya que él, Carlos y su hermano Luis se habían reunido en Meerssen en febrero de 847 y dado órdenes a Nominoe y Pipino II de desistir en sus hostilidades contra Carlos. Nominoe, probablemente pagado por Lotario, no desistió realmente, ni tampoco Pipino. En dos campañas en primavera y otoño de 849, Carlos tuvo que acudir a Aquitania, lo que aprovechó Nominoe para atacar Neustria. Carlos reinstauró a Lambert en Nantes después de que Nominoe invadiera Anjou.
En 850, Lambert y su hermano Warnar había renovado su amistad con Nomine y atacaron juntos Maine "con furia indescriptible" según el Chronicon Fontanellense. En agosto, Carlos marchó a Rennes, evitando nuevamente la lucha, e instaló guarniciones allí y en Nantes. Inmediatamente tras su partida, Lambert y Nominoe derrotaron a las guarniciones y capturaron a Amalarico, que había sido nombrado Conde de Nantes. El 7 de marzo de 851, Nominoe moría en Vendôme durante un ataque a Nantais y Anjou; fue enterrado en la abadía de Redon. Dejaba un hijo llamado Erispoe de su mujer Argentaela, que le sucedió. Nominoe fue así el fundador de una tradición política en Bretaña que no existía; aunque sus documentos no imitan a los carolingios, sus sucesores sí emplearían el mismo lenguaje en los suyos.

## Deposición de los obispos
En 849 en un lugar llamado Coitlouh, Nominoe celebró un sínodo en el que depuso a los cinco obispos bretones de las diócesis de Alet, Saint-Pol, Vannes, Quimper, y Dol. Los cargos contra ellos no son conocidos. León IV envió una carta a Nominoe y los obispos informando de que las deposiciones solo podrían ser decretadas por un consejo de doce obispos con setenta y dos testigos. Su sucesores Benedicto II y Nicolás I creyeron que Nominoe había obligado a los obispos a admitir crímenes que no habían cometido, por lo que las deposiciones habrían sido nulas. Un sínodo franco celebrado en 850 en Angers o Tours acusó a Nominoe de simonía al destituir ilegalmente obispos y reemplazarlos con mercenarii. Estos mercenarii fueron excomulgados según  una epístola enviada desde el sínodo de Savonnières en 859 a la iglesia bretona que aún permanecía bajo la influencia de la Archidiócesis de Tours. Nominoe saqueó Rennes y Nantes, sustituyendo al nuevo obispo franco por uno de su elección.
Susannus fue depuesto en Vannes y reemplazado por Courantgen. Salocon de Dol también fue desplazado, aunque su sustituto nos es desconocido. Anaweten sustituyó a Felix en Quimper y, en Saint-Pol, Clutwoion ocupó el puesto de Garnobrius. Los dos obispo de Alet, primero Rethwalatr y luego Mahen son figuras oscuras. El obispo de Nantes desplazado por Nominoe era Actard y su sustituto Gislard. El sínodo de Coitlouh y la entrada de las sedes de Rennes y Nantes en la órbita bretona implicó que la iglesia bretona se convirtió en una entidad eclesiástica prácticamente independiente de la Archidiócesis de Tours.